# Distretto di Mueang Yala
Il distretto di Mueang Yala (in thailandese: เมืองยะลา) è un distretto (amphoe) della Thailandia, situato nella provincia di Yala, della quale è il capoluogo.